# Assisi Szent Ferenc stigmatizációja (Jan van Eyck-kép)
Az Assisi Szent Ferenc stigmatizációja Jan van Eyck flamand művész festménye.
Jan van Eyck 1430–1432 között festette a képet, amelynek témája Assisi Szent Ferenc stigmatizációja. Ferenc két évvel halála előtt, 1224-ben elvonult Alverna hegyére, hogy Mihály arkangyal tiszteletére negyven napon át böjtöljön. Szeptember 14-én, vagy akörül megjelent előtte Jézus szeráf alakjában. A látomás után vette észre, hogy kiütköztek testén Jézus stigmái, azok a sebek, amelyeket Krisztus a keresztre feszítéskor szenvedett el. A katolikus egyház történetében Ferenc volt az első, akivel ez megtörtént.
Van Eyck az esemény megjelenítésére sziklás hegyet választott, a távolban azonban egy flamand város látható, karcsú, magas épületekkel, ami azt sugallja, hogy a csoda átlépi tér és idő határait. A jobb felső részen látható a keresztre feszített, szárnyas Jézus.
A kép kicsi mérete (12,7 × 14,6 centiméter) arra enged következtetni, hogy a festmény személyes használatra készült; könnyen lehetett szállítani és kézben tartani. A kép, feltehetően a művész életében (1395–1441) vagy halála után röviddel, talán egy zarándokkal eljutott Jeruzsálembe.